# Плавання на літніх Олімпійських іграх 2012 — 400 метрів вільним стилем (чоловіки)
Змагання з плавання на 400 метрів вільним стилем серед чоловіків на Олімпіаді 2012 року пройшли 28 липня в Центрі водних видів спорту в Лондоні.
Сунь Ян увійшов в історію, першим серед китайських чоловіків вигравши золоту медаль з плавання. Він обійшов чинного тоді олімпійського чемпіона корейця Пак Тхе Хван на фінішній прямій і показав час 3:40.14, що майже на пів-секунди швидше за олімпійський рекорд Яна Торпа 2000 року.

## Рекорди
Станом на 28 липня 2012 світовий і олімпійський рекорди були такими:
| Світовий рекорд     | Пауль Бідерманн (GER) | 3:40.07 | Рим, Італія       | 26 липня 2009   | [ 4 ] |
| Олімпійський рекорд | Ян Торп (AUS)         | 3:40.59 | Сідней, Австралія | 16 вересня 2000 | [ 5 ] |

Під час змагань встановлені такі рекорди:
| Дата     | Дисципліна | Ім'я    | Країна      | Час     | Рекорд |
| -------- | ---------- | ------- | ----------- | ------- | ------ |
| 28 липня | Фінал      | Сунь Ян | Китай (CHN) | 3:40.14 | OR     |

## Результати

### Попередні запливи
| Місце | Заплив | Доріжка | Ім'я                    | Країна                | Час     | Примітки |
| ----- | ------ | ------- | ----------------------- | --------------------- | ------- | -------- |
| 1     | 4      | 4       | Сунь Ян                 | Китай (CHN)           | 3:45.07 | Q        |
| 2     | 4      | 5       | Пітер Вандеркаай        | США (USA)             | 3:45.80 | Q        |
| 3     | 4      | 7       | Конор Дваєр             | США (USA)             | 3:46.24 | Q        |
| 4     | 3      | 4       | Пак Тхе Хван            | Південна Корея (KOR)  | 3:46.68 | Q        |
| 5     | 3      | 2       | Герге Кіш               | Угорщина (HUN)        | 3:46.77 | Q        |
| 6     | 4      | 3       | Хао Юнь                 | Китай (CHN)           | 3:46.88 | Q        |
| 7     | 3      | 5       | Раян Наполеон           | Австралія (AUS)       | 3:47.01 | Q        |
| 8     | 3      | 6       | Девід Керрі             | Велика Британія (GBR) | 3:47.25 | Q        |
| 9     | 2      | 5       | Раян Кокрейн            | Канада (CAN)          | 3:47.26 |          |
| 10    | 4      | 6       | Пал Йонсен              | Данія (DEN)           | 3:47.36 |          |
| 11    | 2      | 3       | Роббі Ренвік            | Велика Британія (GBR) | 3:47.44 |          |
| 12    | 2      | 6       | Мадс Глеснер            | Данія (DEN)           | 3:48.27 |          |
| 13    | 2      | 4       | Пауль Бідерманн         | Німеччина (GER)       | 3:48.50 |          |
| 14    | 3      | 3       | Девід Маккеон           | Австралія (AUS)       | 3:48.57 |          |
| 15    | 2      | 2       | Метью Стенлі            | Нова Зеландія (NZL)   | 3:49.44 |          |
| 16    | 4      | 8       | Крістіан Кінтеро Valero | Венесуела (VEN)       | 3:50.44 |          |
| 17    | 3      | 1       | Сергій Фролов           | Україна (UKR)         | 3:50.63 |          |
| 18    | 4      | 2       | Самуель Піццетті        | Італія (ITA)          | 3:50.93 |          |
| 19    | 4      | 1       | Домінік Майхтрі         | Швейцарія (SUI)       | 3:51.34 |          |
| 20    | 2      | 7       | Єгор Дегтярьов          | Росія (RUS)           | 3:52.33 |          |
| 21    | 1      | 4       | Матеуш Савримовіч       | Польща (POL)          | 3:53.33 |          |
| 22    | 3      | 8       | Матіас Коскі            | Фінляндія (FIN)       | 3:54.96 |          |
| 23    | 2      | 8       | Джордже Маркович        | Сербія (SRB)          | 3:55.35 |          |
| 24    | 2      | 1       | Хуан Мартін Перейра     | Аргентина (ARG)       | 3:56.76 |          |
| 25    | 3      | 7       | Гірден Герман           | ПАР (RSA)             | 3:57.28 |          |
| 26    | 1      | 5       | Матео де Ангуло Velasco | Колумбія (COL)        | 3:57.76 |          |
| 27    | 1      | 6       | Ахмед Гебрель           | Палестина (PLE)       | 4:08.51 |          |
| 28    | 1      | 3       | Альян Гутьєррес Кастро  | Гондурас (HON)        | 4:09.10 |          |

### Фінал
| Місце | Доріжка | Ім'я             | Країна                | Час     | Примітки |
| ----- | ------- | ---------------- | --------------------- | ------- | -------- |
| 1     | 4       | Сунь Ян          | Китай (CHN)           | 3:40.14 | OR, AS   |
| 2     | 6       | Пак Тхе Хван     | Південна Корея (KOR)  | 3:42.06 |          |
| 3     | 5       | Пітер Вандеркаай | США (USA)             | 3:44.69 |          |
| 4     | 7       | Хао Юнь          | Китай (CHN)           | 3:46.02 |          |
| 5     | 3       | Конор Дваєр      | США (USA)             | 3:46.39 |          |
| 6     | 2       | Герге Кіш        | Угорщина (HUN)        | 3:47.03 |          |
| 7     | 8       | Девід Керрі      | Велика Британія (GBR) | 3:48.62 |          |
| 8     | 1       | Раян Наполеон    | Австралія (AUS)       | 3:49.25 |          |